# 蔴荳堡
蔴荳堡，是台灣南部自清治時期至日治初期的一個行政區劃，其範圍即今台南市的麻豆區中東部及官田區西南部一小塊地區。
依據1904年（日明治三十七年）出版的《臺灣堡圖》，蔴荳堡北邊為茅港尾西堡、茅港尾東堡，東邊為赤山堡，東南邊為善化里東堡、善化里西堡，南邊為安定里東堡、西港仔堡，西邊為佳里興堡，西北端為學甲堡。
1913年至1915年（大正二年至四年），善化里東、西堡行政區調整，曾文溪以北各庄改隸善化里東堡，以南各庄改隸善化里西堡。調整後蔴荳堡的東南邊變成均為善化里西堡。

## 管轄街庄
蔴荳堡共轄10個庄：
- 今麻豆區境內：蔴荳庄、北勢藔庄、大山腳庄、埤頭庄、藔仔廍庄、溝仔墘庄、安業庄、磚仔井庄、謝厝藔庄
- 今官田區境內：西庄